# 休姆 (密蘇里州)
休姆（英語：Hume）是位於美國密蘇里州貝茨縣的城市。

## 人口
根據2020年美國人口普查的數據，休姆的面積為1.76平方千米，當中陸地面積為1.71平方千米，而水域面積為0.05平方千米。當地共有人口283人，而人口密度為每平方千米161人。